# Šikara (Tuzla, BiH)
Šikara je naselje u općini Tuzla, Federacija BiH, BiH.

## Povijest
Temelje crkvi udario fra Josip Zvonimir Bošnjaković, poznat po angažiranosti na gradnji crkava. U Šikari je počela gradnja crkve 1971. godine po projektu D. Antolkovića. Krase ju djela Vasilija Jordana, Nine Sedlar, Josipa Bifela, Ine Jerković i Vene Jerkovića. Crkva je bila podružna crkva tuzlanske župe. Osnivanjem župe Šikare služi kao župna. Župnik i njegov zamjenik su stanovali u tuzlanskom samostanu. Župna kuća u Šikari izgrađena je 1987. – 1989. i otad župnik boravi u Šikari. Župa Šikara 1991. imala je 4200 vjernika, danas 2300 vjernika u 925 obitelji i pripadaju joj naselja: Šikara, Brgule, Delići, Hudeč, Jasici, Kolona Lipnica, Ljepunice, Matići, Mramor, Pogorioci, Rapače i Srednja Lipnica. Župa je posvećena sv. Franji Asiškom, a na adresi je Bosanskih franjevaca 2, Lipnica
Na Gradincu se nalazi kapela sv. Marka Evanđelista, koja je također spomenik kulture.

## Galerija
- Crkva u Šikari
- Kuća u Šikari
- Kapela u Šikari
- Katolička crkva u Šikari